# Prosoplus basalis
Prosoplus basalis là một loài bọ cánh cứng trong họ Cerambycidae.